# Яд (фильм, 1991)
«Яд» (англ. Poison) — дебютный полнометражный фильм американского независимого кинорежиссёра Тодда Хейнса. Три истории об аутсайдерах, сексе и насилии, одна из которых (о тюремном романе) вдохновлена прозой Жана Жене. Премия «Тедди» Берлинского кинофестиваля, гран-при жюри на фестивале Сандэнс. Дебютную работу Хейнса критика относит к наиболее ярким и самобытным проявлениям New Queer Cinema.

## Сюжет
Фильм состоит из трёх историй, действие которых приурочено к 80-м, 50-м и 40-м годам XX века:
- «Герой» (Hero) — история семилетнего мальчика Ричи, застрелившего собственного отца и улетевшего прочь. Эпизод снят в виде псевдодокументального фильма-расследования с серией интервью с «фигурантами» дела, знавшими Ричи (родственниками, одноклассниками, школьными учителями).
- «Ужас» (Horror) — история исследователя человеческой сексуальности, ставшего жертвой собственного эксперимента и превратившегося в урода-убийцу. Эпизод снят в манере низко-бюджетного научно-фантастического кино 1950-х годов.
- «Гомо» (Homo) — история вора-гомосексуала, попавшего в тюрьму, и его одержимости другим заключённым, знакомым ему ещё по интернату для малолетних преступников. Эпизод создан по мотивам прозы Жана Жене и выдержан в двух цветовых гаммах: приглушённые тёмные тюремные эпизоды сочетаются с яркими солнечными флешбеками о жизни в интернате.

Согласно Джеймсу Лайонсу, одним из рабочих названий фильма «Яд» было «H». Именно с этой буквы латинского алфавита начинаются оригинальные заглавия всех трёх новелл, составляющих картину: Hero, Horror, Homo.

## В ролях
- Эдит Микс — Фелисия Бикон
- Ларри Максвелл — доктор Грейвз
- Сьюзан Норман — Нэнси Олсен
- Скотт Рендерер — Джон Брум
- Джеймс Лайонс — Джек Болтон

## Художественные особенности
Дебютный фильм Тодда Хейнса «Яд» состоит из трёх сюжетно не связанных между собой новелл, объединённых общей темой отверженности. При этом картина выстроена так, что все три истории излагаются параллельно: отдельные фрагменты каждой истории чередуются. Все новеллы разительно отличаются по стилистике. Первая представляет собой псевдодокументальный телефильм, вторая пародирует низкобюджетную послевоенную кинофантастику, третья отсылает к киноопытам Жана Жене. В каждом эпизоде так или иначе присутствуют гомосексуальные мотивы. Наиболее радикально они явлены в новелле «Гомо», в основе которой лежат романы Жене (в первую очередь «Дневник вора»). Хотя прямые повествовательные связи между сегментами отсутствуют, на их внутреннее родство намекает тщательно продуманный монтаж.
В исторической перспективе «Яд» воспринимается как рефлексия относительно эпидемии СПИДа, которая захлестнула американское гей-сообщество в конце 1980-х, а также неоднозначной реакции на неё рейгановской Америки. Среди жертв этой эпидемии оказался и бойфренд режиссёра, Джеймс Лайонс, исполнивший в фильме одну из главных ролей и участвовавший в его монтаже. Рецензируя фильм в 1991 году, Дж. Хоберман назвал «Яд» «возможно, наиболее жёстким, тревожащим и наименее компромиссным» киновысказыванием об эпидемии.

## Прокат
Краткие сцены однополого секса, присутствующие в «Гомо», обрекли фильм на самый жёсткий прокатный рейтинг NC-17. Правые круги американского истеблишмента были возмущены, что государственный грант (всего $25 тыс.) был израсходован на финансирование подобной «непристойности». Кое-кто иронически называл режиссёра «Феллини фелляции». Тем не менее, фестивальная судьба картины Тодда Хейнса сложилась благополучно: режиссёр был удостоен гран-при жюри Сандэнс и премии «Тедди» в Берлине. 
В России фильм «Яд» был официально представлен на первом московском фестивале американского кино 28 сентября 2006 года. По словам организатора показа культуролога Кирилла Разлогова, видавшая виды молодёжная аудитория была шокирована радикализмом Тодда Хейнса.